# لوئیجی موتسانی

لوئیجی موتسانی (نفر دوم از راست) در نیویورک، ۱۸۹۶

لوئیجی موتسانی (ایتالیایی: Luigi Mozzani؛ ‏ ۹ مارس ۱۸۶۹–۱۲ اوت ۱۹۴۳) موسیقی‌دان، گیتارنواز، آهنگساز و سازندهٔ گیتار اهل ایتالیا بود.
وی در خانواده‌ای فقیر به‌دنیا آمد. پدر و مادرش که در اصل از اهالی آنکونا بودند به ترتیب، به کار کفاشی و بافندگی مشغول بودند. لوئیجی در آغاز نواختن ترومپت را از یکی از همسایگان یادگرفت و بعدها در یک ارکستر محلی کلارینت نواخت. اندکی بعد او از روی علاقه، به سراغ گیتار رفت اما به سبب محدودیت‌های مالی، مجبور به تحصیل در رشتهٔ نوازندگی اُبوا در کنسرتوار موسیقی بولونیا شد و مابین سال‌های ۱۸۹۴ تا ۱۸۹۶ نوازندهٔ این ساز در فیلارمونیک نیویورک به رهبری آرتورو توسکانینی بود. در تمام این سال‌ها او دست از تحقیق و مطالعه بر روی گیتار برنداشت و در سال ۱۸۹۶ «متد موتسانی» را  منتشر کرد که خلاصه‌ای از مطالعات و شیوه‌های نوازندگی گیتار بود. با آغاز قرن بیستم او به پاریس نقل مکان کرد و با میگل یوبت (استاد گیتار خود)، آلفرد کوتان و لوسین ژلا آشنا شد. در آنجا بود که او نخستین آهنگ‌های خود را ساخت (و در سال ۱۹۰۶ جایزه آهنگسازی را دریافت کرد) و سپس به ساخت گیتار روی آورد. وی پس از بازگشت به ایتالیا، گیتارهای دیگری ساخت که برخلاف شکل سنتی آن، دارای دو خرک بود. لوئیجی همزمان در فرانسه، آلمان، اتریش و بریتانیا کنسرت‌هایی برگزار کرد. اقامت او در مونیخ طولانی بود (شب را با فریتس بوئک گذراند) و در وین با ساز «گیتار چنگ» (هارپ گیتار) آشنا شد که پس از آن سازهای مشابهی می‌نواخت (که گیتار لیرا یا گیتار نیمه‌لیرا نیز نامیده می شوند) و همان سازهایی هستند که «رجینالد اسمیت بریندل» و «بلاس سانچس» نواخته می‌شود. در شهر چنتو گیتارهای مسافرتی ساخت و «مدرسه عود ایتالیایی لوئیجی موتسانی» را تأسیس کرد که سپس به بولونیا نقل مکان کرد و توسط فاشیست‌های ایتالیایی در سال ۱۹۳۴ بسته شد. این مرکز آموزشی مجدداً در سال ۱۹۴۲ در روورتو بازگشایی شد. پس از مرگ او، بیوه او ادارهٔ مرکز را تا سال ۱۹۴۷ به عهده داشت. یاکوب اورتنر و رومولو فراری از شاگردان او بودند.